# Amt Sassenberg
Das Amt Sassenberg war bis 1969 ein Amt im damaligen Kreis Warendorf in Nordrhein-Westfalen. Der Sitz des Amtes befand sich in der Stadt Sassenberg.

## Geschichte
Im Rahmen der Einführung der Landgemeinde-Ordnung für die Provinz Westfalen wurde 1844 im Kreis Warendorf in der preußischen Provinz Westfalen das Amt Sassenberg gebildet. Es bestand aus der Stadt Sassenberg sowie den Gemeinden Dackmar, Füchtorf, Gröblingen, Velsen und Vohren.
Durch das Gesetz zur Neugliederung von Gemeinden des Landkreises Warendorf wurde das Amt Sassenberg zum 1. Juli 1969 aufgelöst. Dackmar, Füchtorf und Gröblingen wurden in die Stadt Sassenberg eingemeindet, während Velsen und Vohren in die Stadt Warendorf eingemeindet wurden. Rechtsnachfolgerin des Amtes ist die Stadt Sassenberg.

## Einwohnerentwicklung
| Jahr            | Einwohner |
| --------------- | --------- |
| 1858            | 5.050     |
| 1885            | 4.860     |
| 1910            | 5.730     |
| 1925            | 6.215     |
| 1939            | 6.527     |
| 1950            | 9.544     |
| 1969 (30. Jun.) | 9.784     |